# Nandom

Nandom är en ort i nordvästra Ghana. Den är huvudort för distriktet Nandom, och folkmängden uppgick till 6 890 invånare vid folkräkningen 2010.